# Župna crkva sv. Josipa Radnika u Zagrebu
Župna crkva sv. Josipa Radnika katolička je crkva izgrađena 1977. godine. Nalazi se u Gajnicama u Zagrebu. Crkvu je u prosincu 1977. blagoslovio zagrebački nadbiskup Franjo Kuharić.

## Povijest i arhitektura
Župna crkva sv. Josipa Radnika nastala je kao prilagodba gospodarskog objekta liturgijskoj funkciji kada je za potrebe pastorala kupljeno zemljište s gospodarskim objektom (sjenik i štala). U gornjem je dijelu objekt preuređen u crkvu, a u donjem dijelu u stan za župnika. Crkva se nalazi u udolini uz potok Dubravica, između starog naselja Gornji Stenjevec i novog naselja – Gajnica, te je okružena zelenilom, uređenim parkom i drvećem.
Autor arhitektonskog projekta je nepoznat.  Urbanistički kontekst crkve sastoji se od rahlo formirane strukture obiteljskih kuća. Pred crkvom je oblikovan trg izrazito jakog privatnoga karaktera.

## Galerija
- Oltar i svetište
- Pogled na crkvu
- Svod